# 蟾酥
蟾酥（拉丁語：venenum bufonis）主成分为蟾毒素（bufotoxin），是中药材攻毒杀虫止痒药的一种，该药材出自于《药性论》一书，有解毒止痛的功效。蟾酥为蟾蜍科动物中华大蟾蜍（Bufo gargarizans Cantor）或黑眶蟾蜍（Duttaphrynus melanostictus Schneider）的耳后腺和皮肤腺体的干燥分泌物，蟾酥的药性辛、温，有小毒；入心经。
蟾酥主要产于吉林、山东、辽宁、江苏等地，主要采收于夏秋两季。一般采收将捕获的蟾蜍洗净，挤取耳后腺及皮肤腺的白色浆液，然后瓷器承装，在采收的过程忌用铁器，以免将白色浆液变黑。
蟾酥是《中华人民共和国禁止进出境物品表》中的国家明确禁止出境的物品。

## 药材性状
蟾酥根据其商品规格的不同可以分为团蟾酥、片蟾酥和棋子酥。
团蟾酥：为圆片状、直径为10厘米，厚度约为2厘米，重约为100克。表面光滑，为黄棕色或褐色。蟾酥质地坚硬，断面角质，有光泽，为红褐色。气微醒，味初甜后有麻舌的辛辣感。其粉末会有嗅之作嚏的效果。将蟾酥的药材滴一滴水，会有气泡、泛白的现象，而曾经折断的蟾酥若沾水后，也会有粘合如初的特点。若将蟾酥用锡纸上加热会发生熔化和油化的现象。
片蟾酥：质地脆，为半透明的为不规则型。
棋子酥：为扁圆型，形状如棋子。。

## 功效与应用
解毒，止痛：可以用来治疗痈疽疔疮，瘰疬，咽喉肿痛，牙痛等症。蟾酥有很好的消肿解毒的功效，如与麝香、朱砂配伍的蟾酥丸既有治疗痈疽和恶疮的功效。
开窍醒神：可以用来治疗神昏吐泻。
炮製藥洗(外用) ：用以擴張血管。
抗肿瘤作用：近年来，已有研究表明蟾酥的多种活性提取物如蟾毒它灵可以广泛抗肿瘤。

## 炮制
蟾酥的炮制一般用酒炙，取蟾酥捣碎之后，加入一定量的白酒浸渍，并搅拌成稠膏状，取出，干燥，碾碎。。

## 用法与用量
内服一般入丸剂或者散剂，每次0.015-0.3克。因本药有小毒，所以要注意药物的用量，孕妇忌麝香用。

## 药效成分
蟾酥的药效活性成分有强心甾类化合物为蟾毒配基类和蟾毒类，另外还有吲哚类生物碱如蟾酥碱。

## 外部連結
- 蟾酥 中藥材圖像數據庫  (香港浸會大學中醫藥學院) （中文）（英文）
- 蟾酥 Chan Su （页面存档备份，存于） 中藥標本數據庫 (香港浸會大學中醫藥學院) （繁體中文）（英文）
- 蟾蜍靈 Bufalin （页面存档备份，存于） 中草藥化學圖像數據庫 (香港浸會大學中醫藥學院) （中文）（英文）
- 華蟾蜍精 Cinobufagin （页面存档备份，存于） 中草藥化學圖像數據庫 (香港浸會大學中醫藥學院) （中文）（英文）
- 脂蟾毒苷元 Resibufogenin （页面存档备份，存于） 中草藥化學圖像數據庫 (香港浸會大學中醫藥學院) （中文）（英文）